# Strážnice
Strážnice (deutsch Straßnitz) ist eine Stadt im Okres Hodonín in der Region Jihomoravský kraj (Tschechien). Sie liegt im Südosten Mährens am linken Ufer des Flusses Velička.

## Geschichte
Die ersten schriftlichen Nachweise stammen aus dem 13. Jahrhundert. Strážnice war unter Ottokar II. Přemysl eine strategisch wichtige Stadt an der Ostgrenze Mährens. In der Umgebung befinden sich aus diesem Grunde auch einige Burgen, darunter auch die nach 1260 gebaute Burg Strážnice. Der Ort gehörte zunächst zum königlichen Vermögen, wurde dann aber zu Beginn des 14. Jahrhunderts an die Herren von Krawarn verkauft. Unter deren Regentschaft blühte die Stadt auf, vor allem unter Peter Strážnický von Krawarn, der in der Nähe das nach ihm benannte Dorf Petrov gründete. Er legte auch die ersten Weinberge an und schützte den Weinbau durch das von ihm verfasste Weinbergrecht. Anfang des 15. Jahrhunderts schlossen sich die Herren von Krawarn der Hussitenbewegung an. Trotzdem brannten die Hussiten die Stadt mehrmals nieder, die Georg von Krawarn wieder neu errichtete.
In der nahen Burg Strážnice übergab 1458 der böhmische König Georg von Podiebrad den ungarischen Ständen deren König Matthias Corvinus, der zuvor von den Böhmen gefangen genommen worden war. Im 15. Jahrhundert erwarben die Herren von Žerotín, Anhänger der böhmischen Brüdergemeine, die Stadt. Unter Johann III. von Žerotín wurde Strassnitz weiter befestigt.
Nach dem ungarischen Aufstand 1605 wurde die Stadt niedergebrannt, ein großer Teil der Bevölkerung ermordet oder gefangen genommen. Erneut geplündert und gebrandschatzt wurde die Gemeinde während des Dreißigjährigen Krieges; wegen der Rekatholisierung verließen viele Bewohner die Stadt.
1628 erwarb Strassnitz der kaiserliche Oberst Franz Reichsgraf von Magnis (1598–1652). Er war einer der Befehlshaber der königlichen Heere in der Schlacht am Weißen Berg und wurde vom Kaiser in Anerkennung seiner Verdienste 1622 in den Reichsfreiherren- und 1637 Reichsgrafenstand erhoben. Unter seiner Herrschaft wurden 1633 italienische Piaristen in die Stadt berufen. 1652 fiel der Ort erneut den Flammen zum Opfer, 1680 breitete sich die Pest aus, drei Jahre später und Anfang des 18. Jahrhunderts wurde die Umgebung wiederholt von ungarischen Aufständischen überfallen. Die Stadt verlor dadurch schnell an Bedeutung. 1848 fiel Strassnitz im Erbwege an die 1780 durch Anton Alexander von Magnis gegründete Eckersdorfer Linie der Magnis. Der letzte große Güterverwalter der Straßnitzer Liegenschaft von Magnis war der Bistritzer Holzindustrielle sowie Gründer und Aktionär der Impregna AG, Max Hrdliczka von 1901 bis 1943.
Während der Nationalbewegung der Tschechen im 19. Jahrhundert wurden Strassnitz und seine Umgebung zu einem kulturellen Zentrum. Anfang des 20. Jahrhunderts setzte verstärkt die Industrialisierung ein. Heute ist Strassnitz ein beliebter Kultur- und Tourismusort, in dem jährlich ein Folklorefestival stattfindet.

## Sehenswürdigkeiten
- Schloss Strážnice
- Dorfmuseum Südostmährens
- Kirche der Jungfrau Maria
- Stadttore, Überreste der Befestigung in den Türkenkriegen aus der zweiten Hälfte des 16. Jahrhunderts.
- Synagoge und jüdischer Friedhof mit dem ältesten Grab aus dem Jahr 1448 (Moses Sofer war in seinen frühen Jahren Rabbiner in Strážnice, das damals unter seinem deutschen Namen Dresnitz bekannt war).
- Freilichtmuseum Strážnice zeigt die Weinbautradition Südmährens.[3]

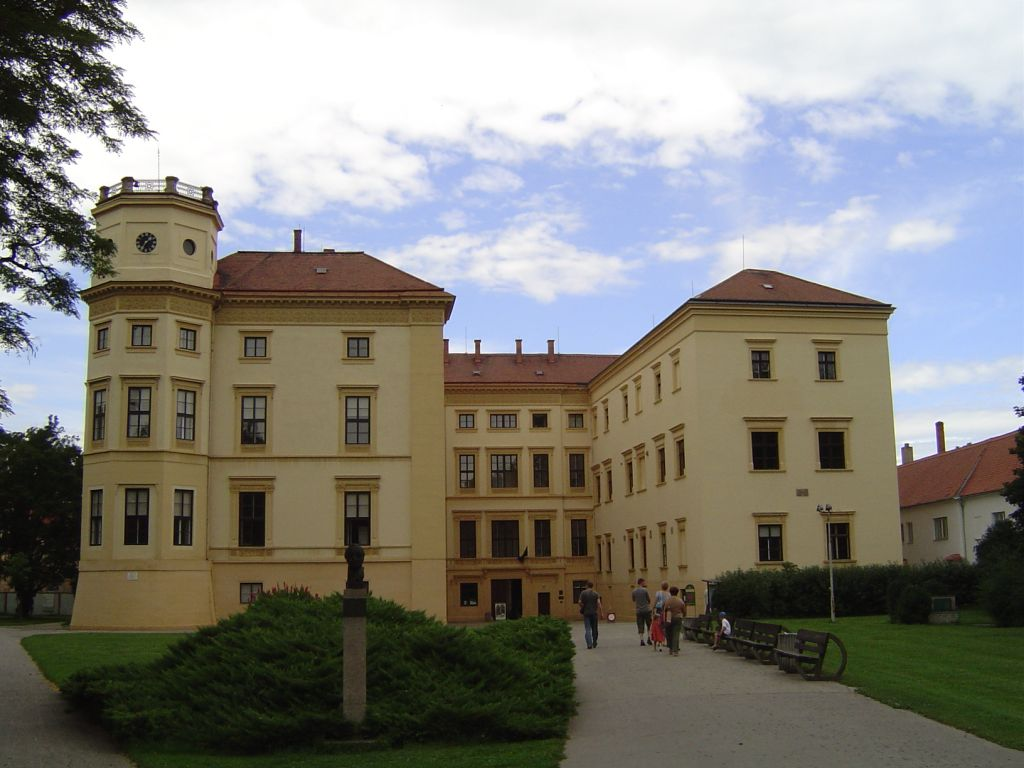
Schloss Strážnice (Strážnický zámek)
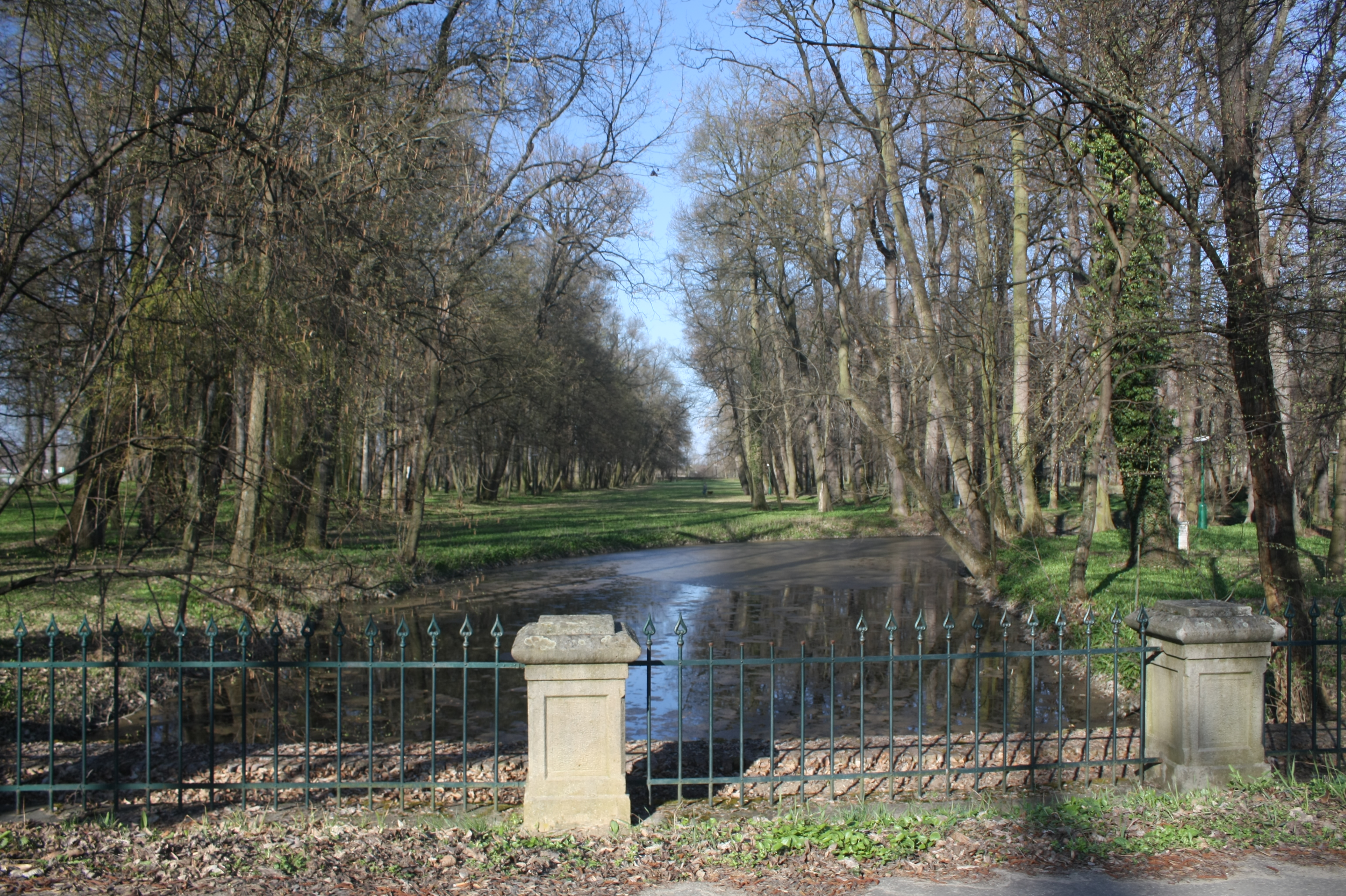
Schlosspark (zámecký park)
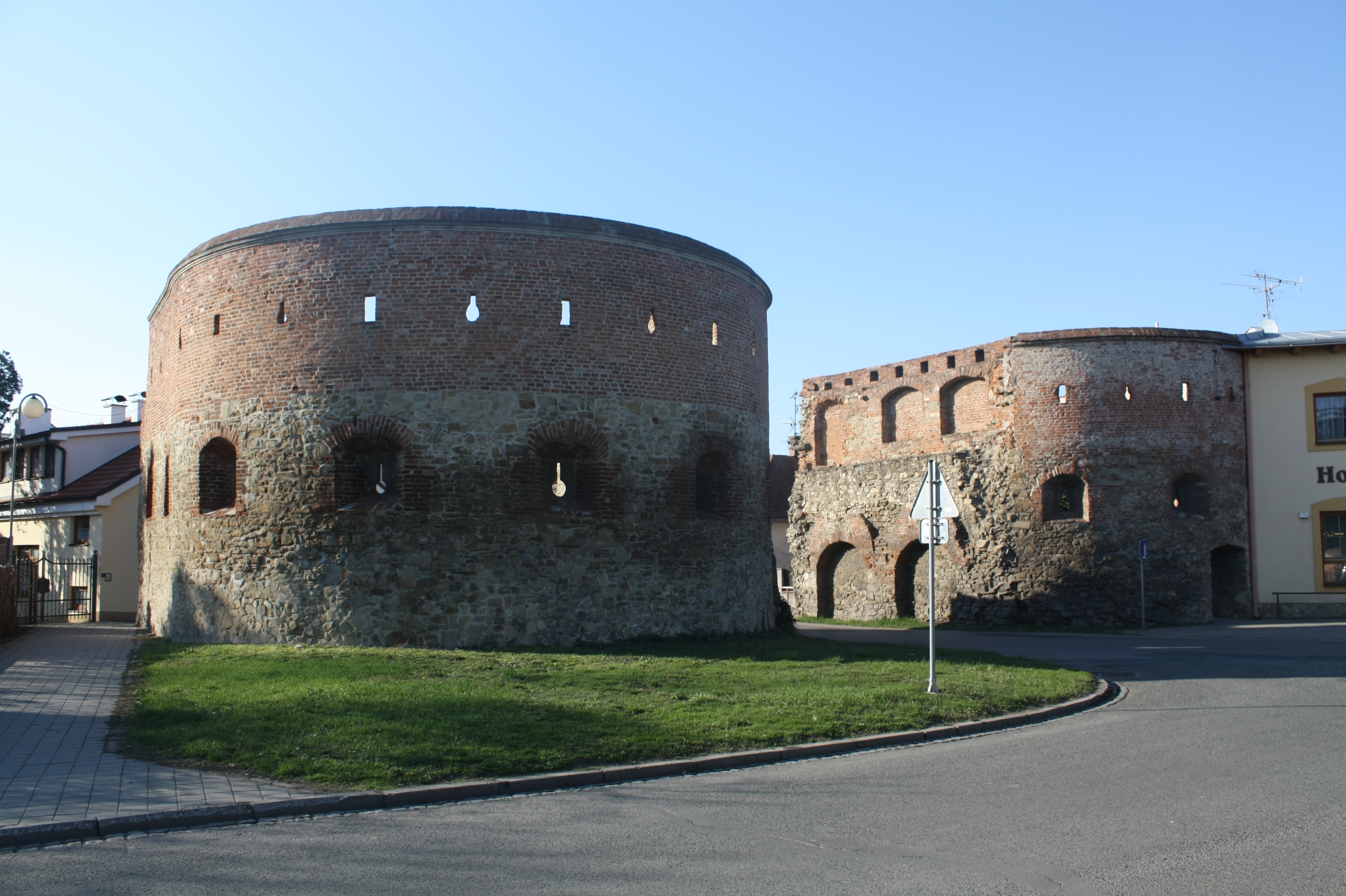
Veselská Stadttor (Veselská brána)
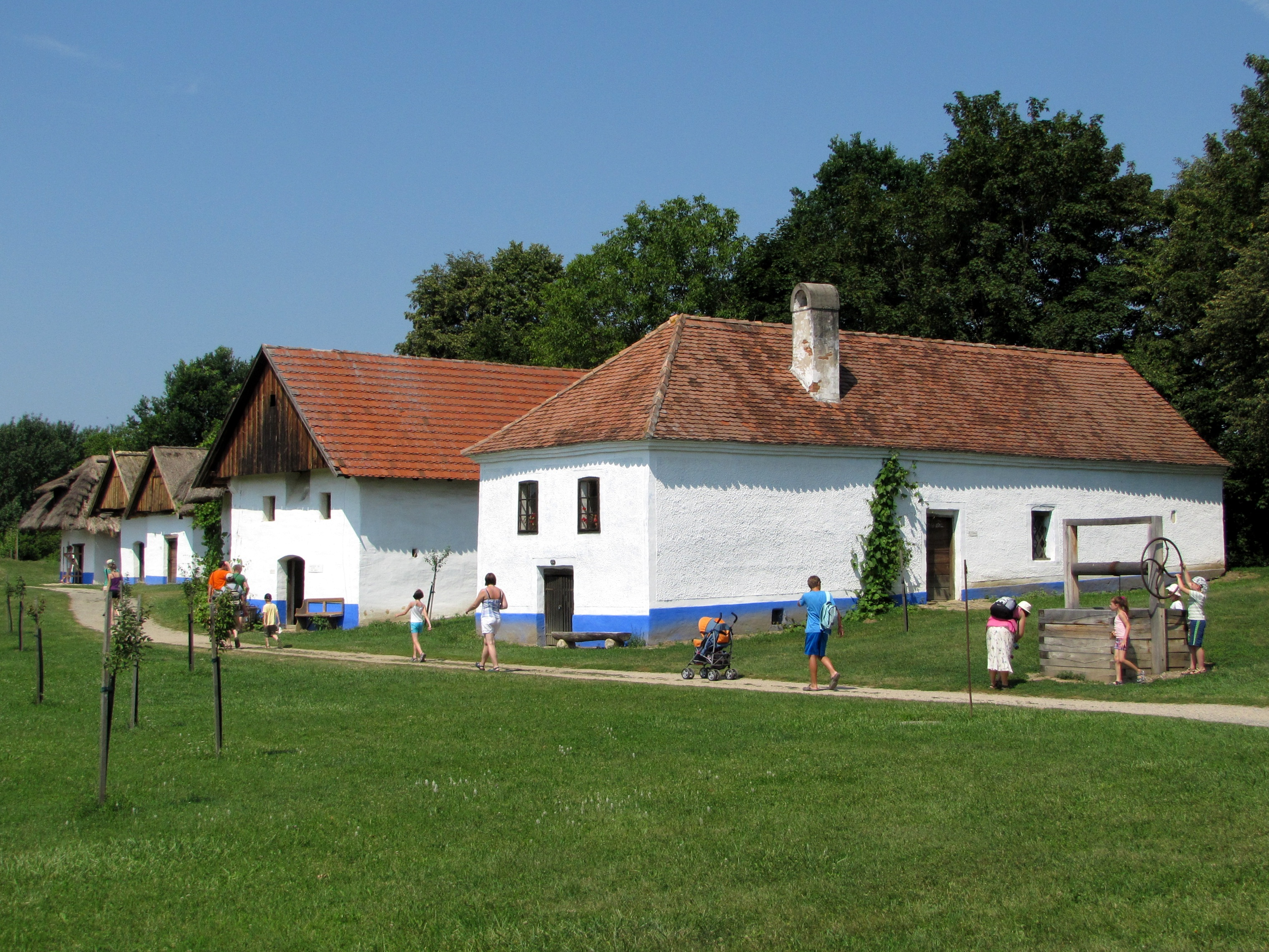
Freilichtmuseum in Strážnice (Muzeum vesnice jihovýchodní Moravy)
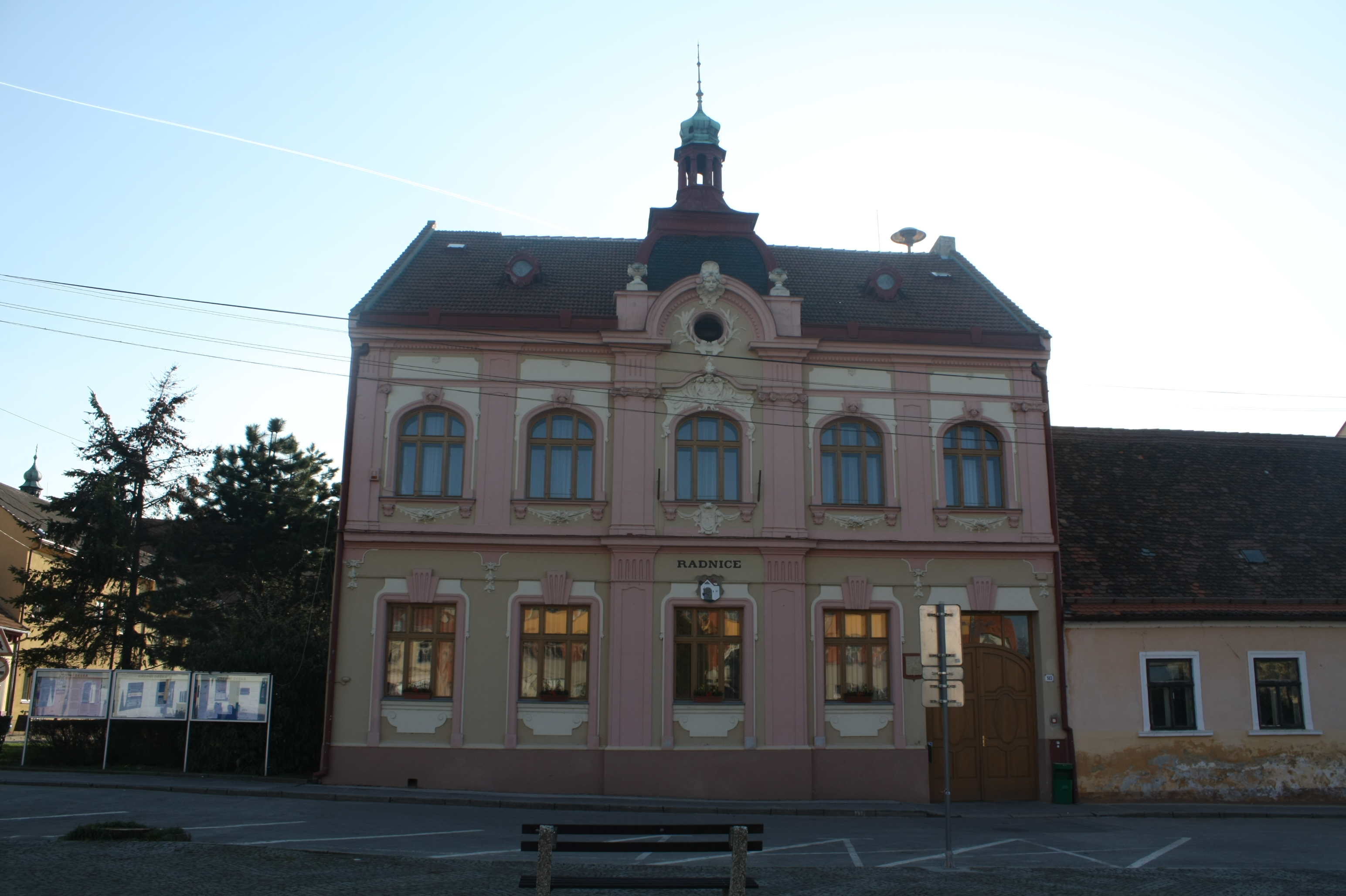
Rathaus (radnice)
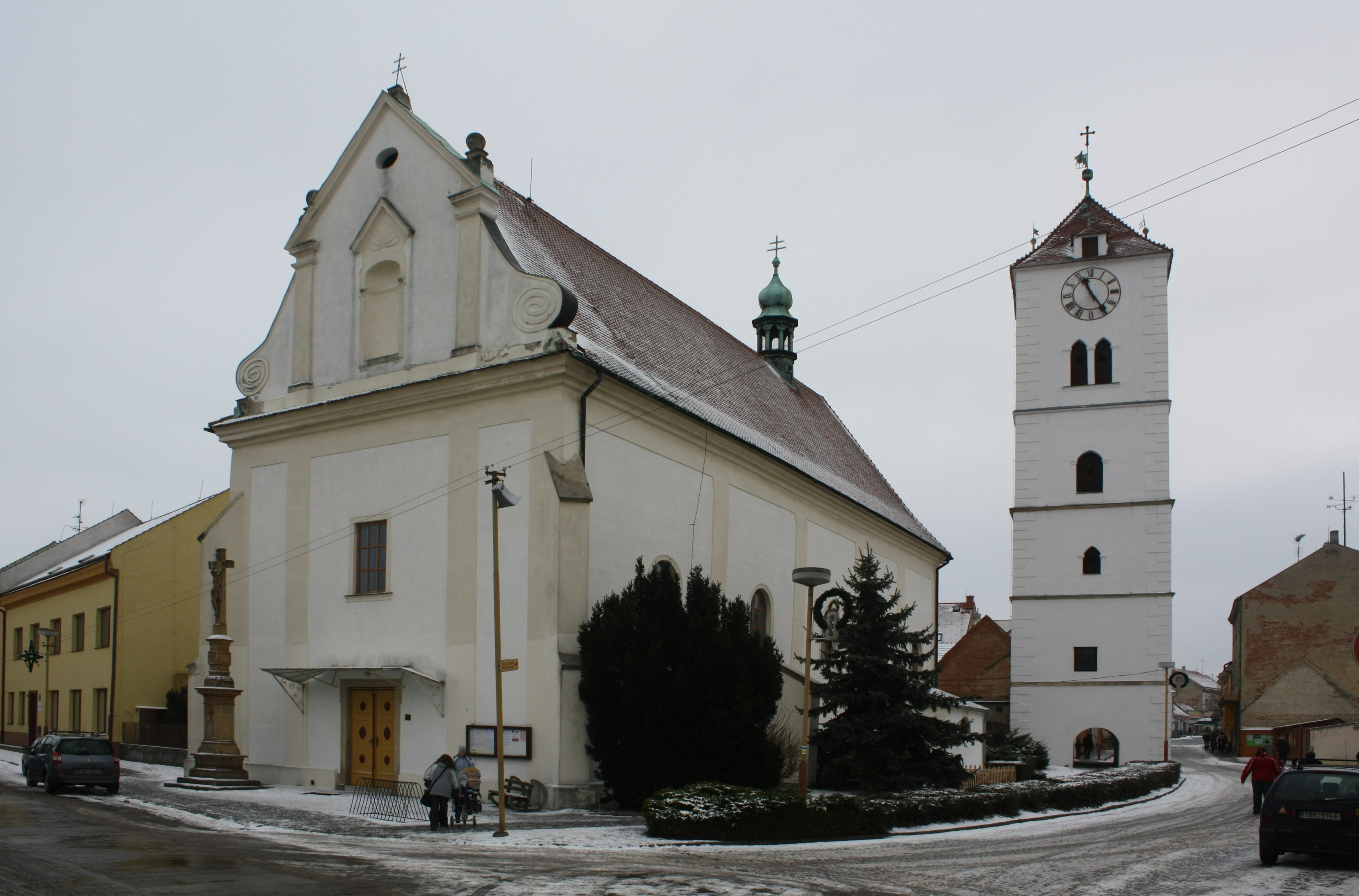
Pfarrkirche St. Martin und Wachturm (Farní kostel sv. Martina a strážní věž)

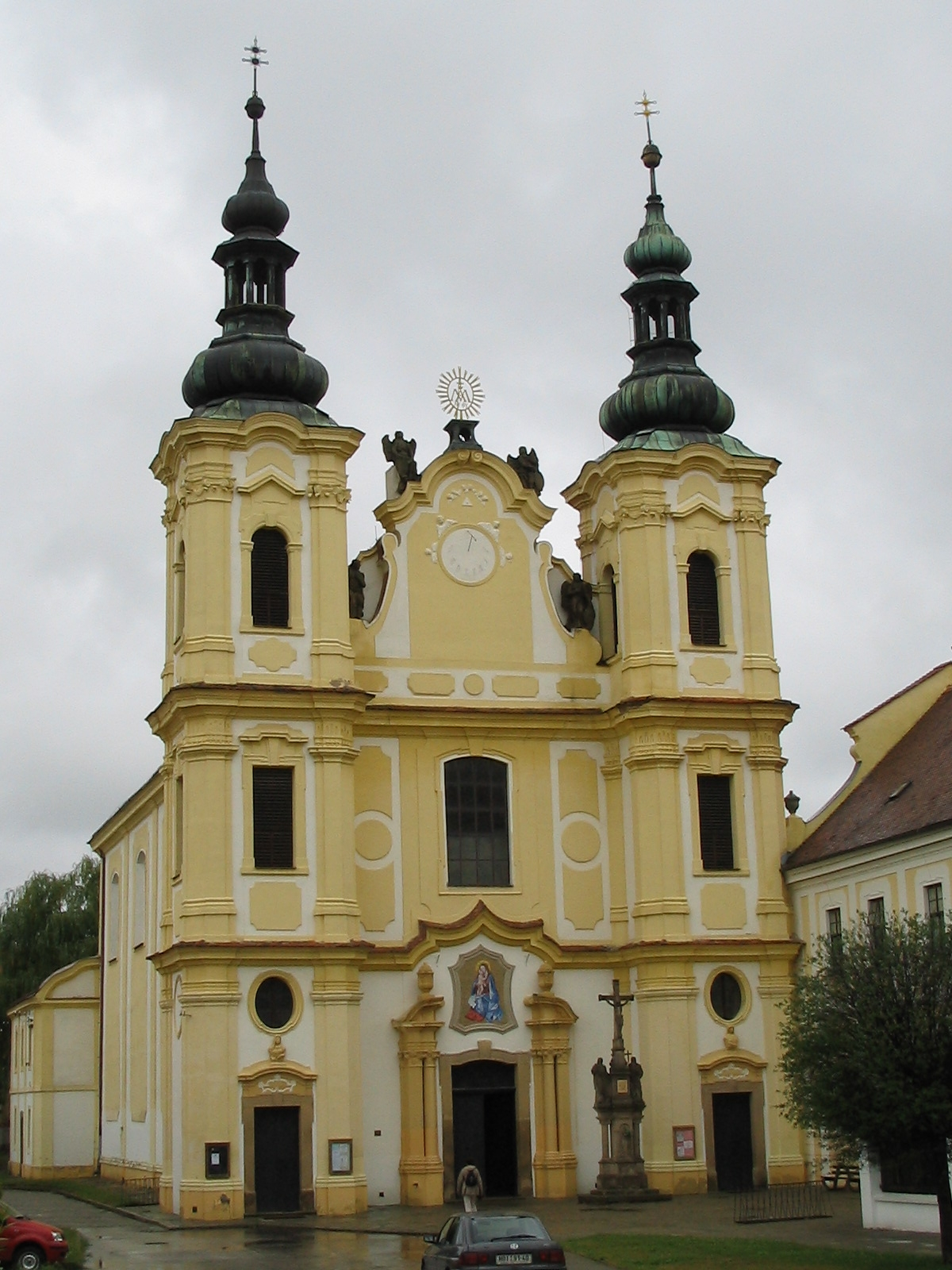
Kirche Mariä Himmelfahrt (Kostel Nanebevzetí P. Marie)
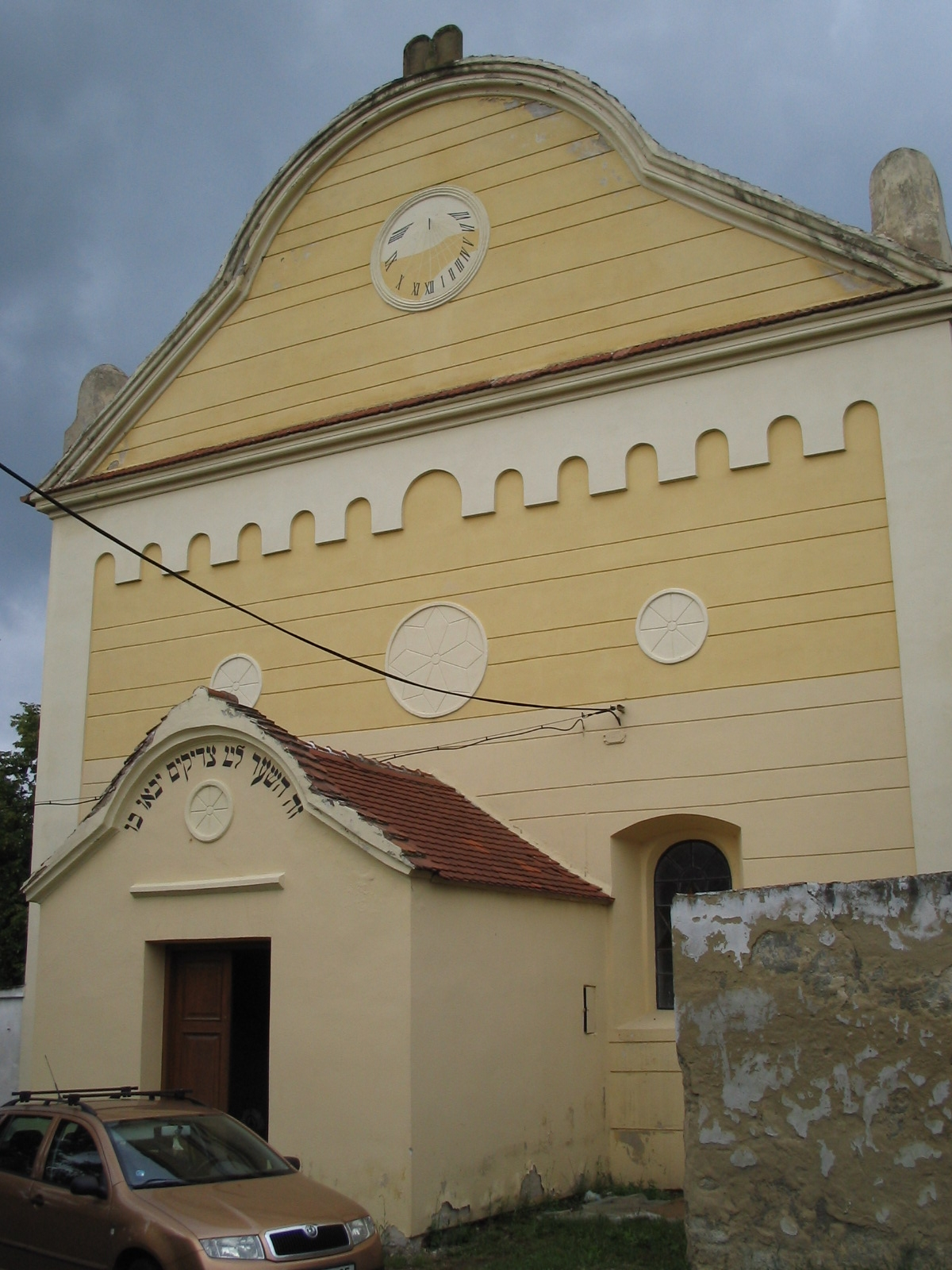
Synagoge (synagoga)
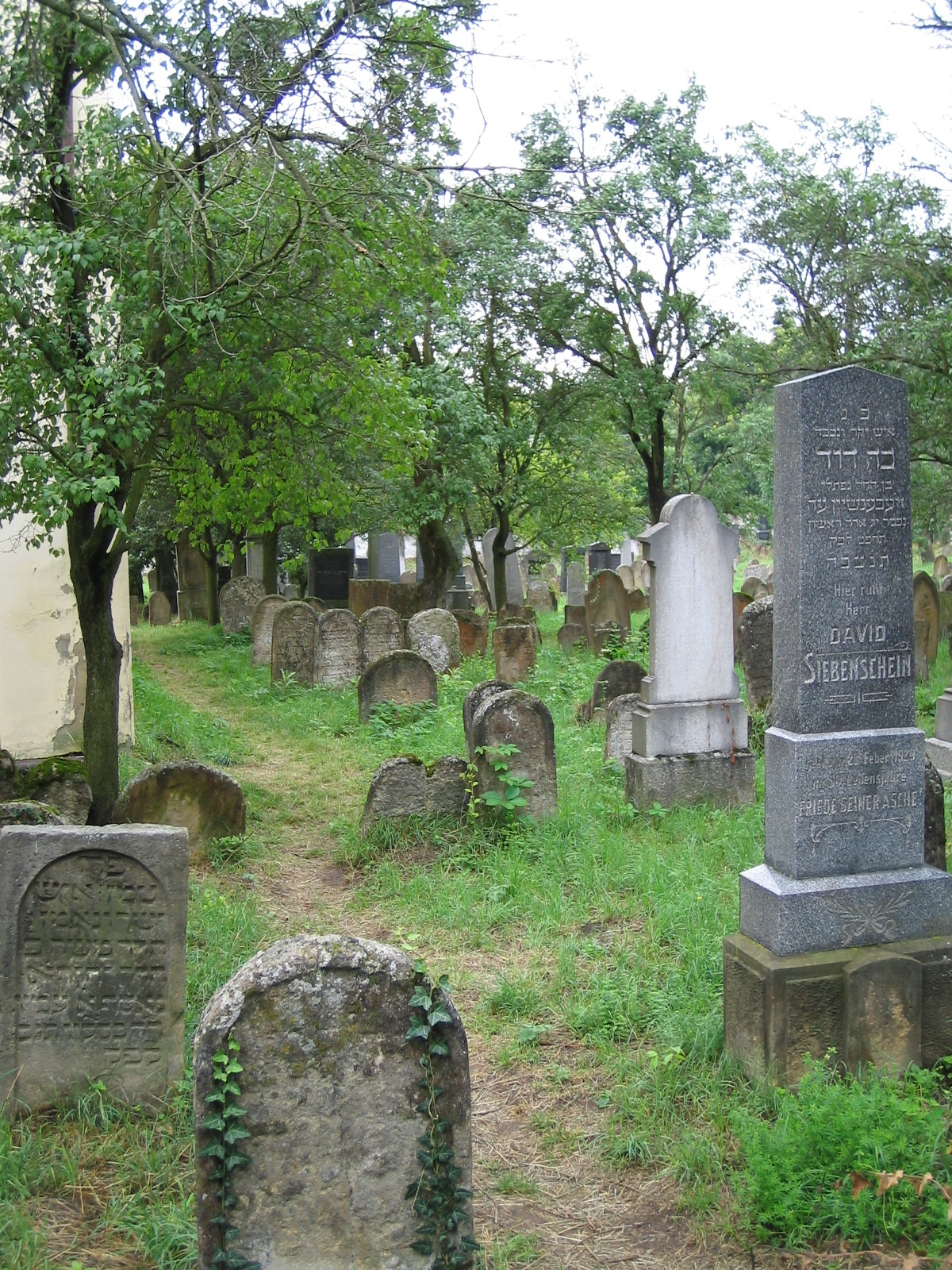
Jüdischer Friedhof (Židovský hřbitov)
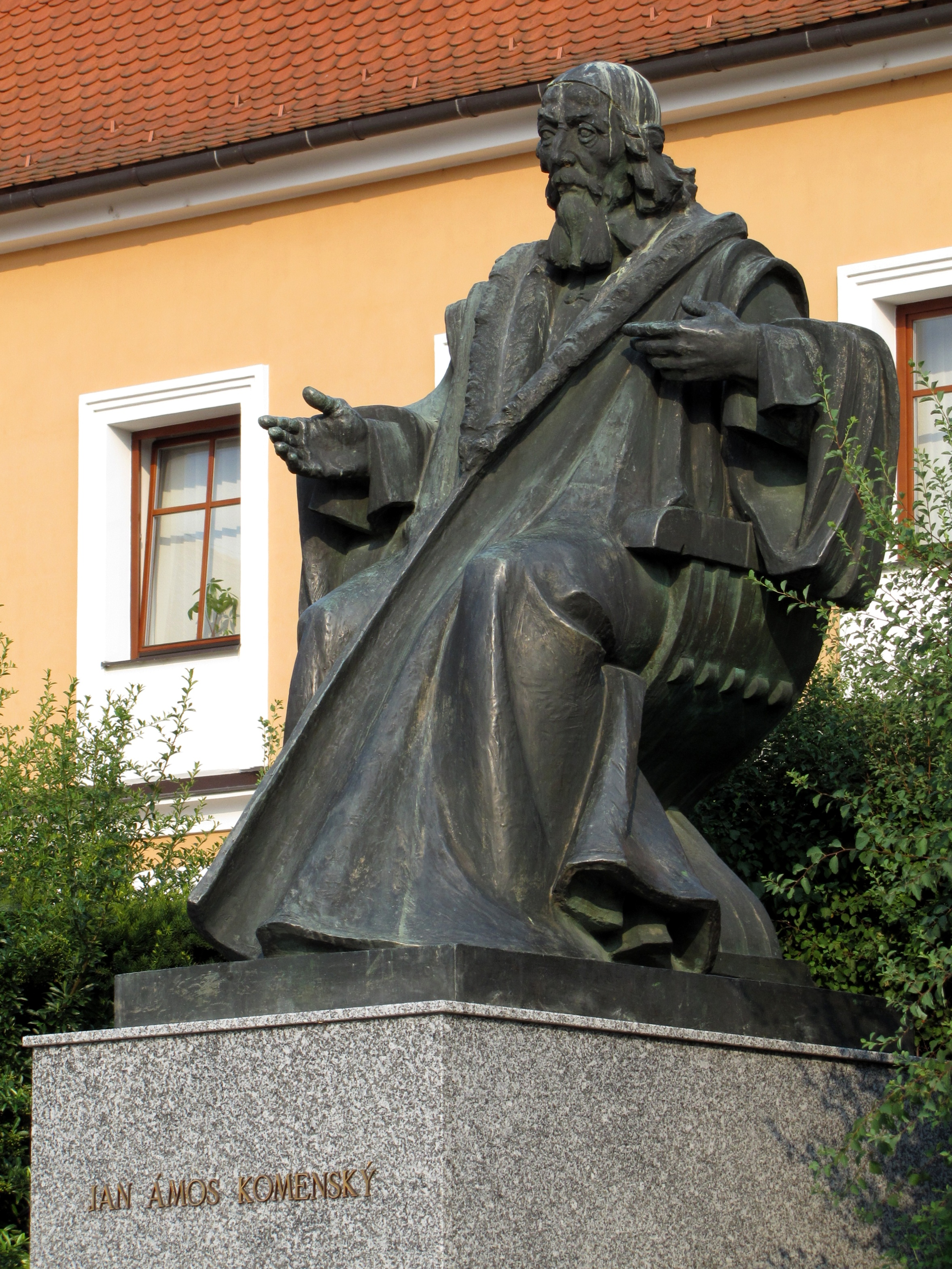
Statue J. A. Comenius (Socha J. A. Komenského)
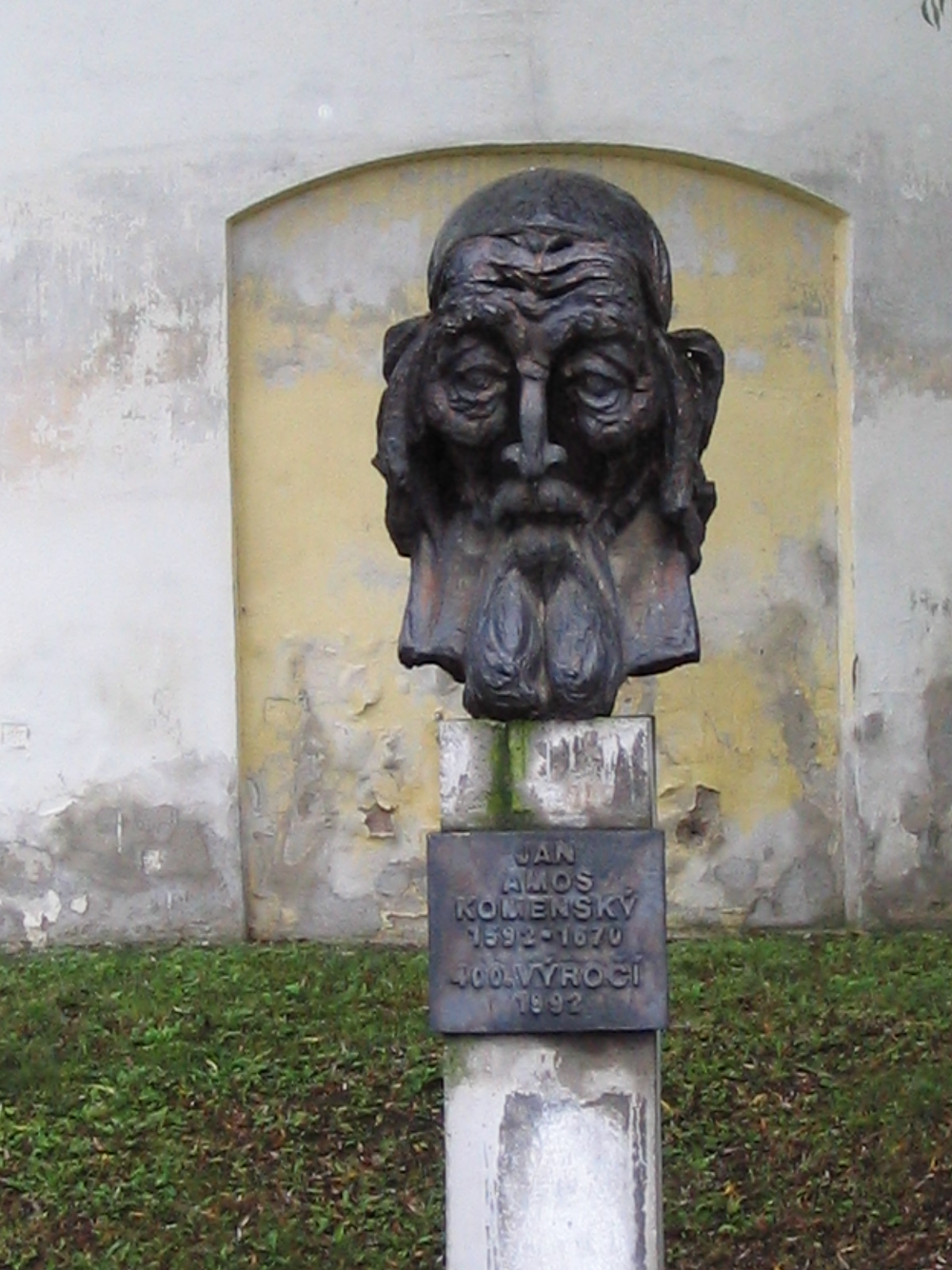
Denkmal für J. A. Comenius (Památník J. A. Komenského)
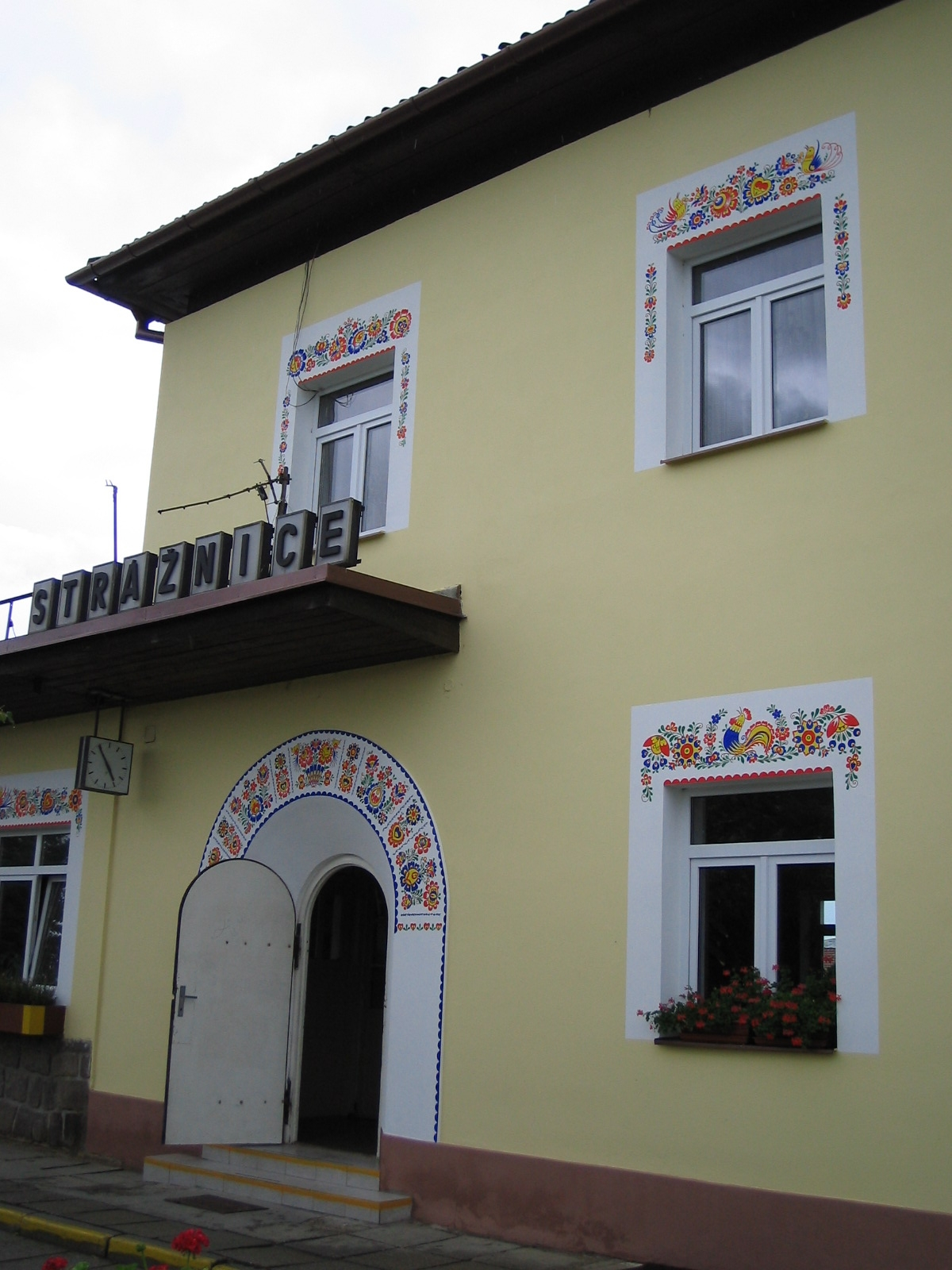
Bahnhof (nádraží)

## Persönlichkeiten
- Anton Alexander von Magnis (1751–1817), Großgrundbesitzer
- Paul Winter (1904–1969), Rechtsanwalt, Lyriker und Theologiehistoriker